# فيصل الغامدي
فيصل عبد الرحمن الغامدي لاعب كرة قدم سعودي ، يلعب كلاعب وسط في نادي الإتحاد ويلعب مع المنتخب السعودي .

## وصلات خارجية
فيصل الغامدي على موقع قاعدة بيانات كرة القدم.إي يو (الإنجليزية)
- فيصل الغامدي على موقع ناشيونال فوتبول تيمز (الإنجليزية)
- فيصل الغامدي على موقع Soccerway.com (الإنجليزية)
- فيصل الغامدي على موقع كووورة